# Michał Kleiber
Michał Kleiber, né le 23 janvier 1946 à Varsovie, est un universitaire et homme politique polonais. Il est ministre de la Science entre octobre 2001 et octobre 2005.

## Biographie

### Formation et vie professionnelle
Il est diplômé de la faculté de génie civil de l'École polytechnique de Varsovie et de la faculté de mathématiques, de mécanique et d'informatique de l'université de Varsovie. Il y a passé son habilitation universitaire et obtenu le titre de docteur.
Il travaille ensuite dans divers universités étrangères, en Allemagne et aux États-Unis. En 1989, il devient professeur de sciences techniques. Il passe ensuite un an à l'université de Tokyo, entre 1992 et 1993, puis il rejoint l'Académie polonaise des sciences (PAN), où il dirige à partir de 1995 l'Institut de recherche technologique fondamentale (IPPT).

### Engagement politique
Il a participé au Mouvement des cent (RS), qui formalisait le comité de soutien de Lech Wałęsa à l'élection présidentielle de 1995.
Le 19 octobre 2001, Michał Kleiber est nommé ministre de la Science dans le gouvernement de coalition du social-démocrate Leszek Miller. Il est reconduit le 2 mai 2004 dans le premier gouvernement minoritaire du social-démocrate Marek Belka, puis le 11 juin dans le second gouvernement minoritaire de coalition de Belka, avec le titre de ministre de la Science et de l'Informatisation.
Du fait d'un changement de majorité, il quitte son ministère le 31 octobre 2005, qui fusionne alors avec celui de l'Éducation nationale. Le 19 janvier 2006, il devient conseiller du président de la République conservateur Lech Kaczyński, chargé des contacts avec la communauté scientifique.
Entre 2007 et 2015, il occupe la présidence de l'Académie polonaise des sciences.